# 卡加齊村 (吉蘭省)
卡加齊村（波斯語：‎），是伊朗吉兰省阿姆拉什县兰库区索馬姆鄉的一个村。2006年人口普查顯示該村人口为14人，分佈在5个家庭中。